# Église chrétienne réformée de Slovaquie
 (signalé en août 2025).
Si vous disposez d'ouvrages ou d'articles de référence ou si vous connaissez des sites web de qualité traitant du thème abordé ici, merci de compléter l'article en donnant les références utiles à sa vérifiabilité et en les liant à la section « Notes et références ».
- Archive Wikiwix
- Bing
- Cairn
- DuckDuckGo
- E. Universalis
- Gallica
- Google
- G. Books
- G. News
- G. Scholar
- Persée
- Qwant
- (zh) Baidu
- (ru) Yandex
- (wd) trouver des œuvres sur Wikidata

L'Église chrétienne réformée de Slovaquie (en slovaque : Reformovaná Kresťanská cirkev na Slovensku ; en hongrois : Szlovákiai Református Keresztyén Egyház) est la représentation de l'Église calviniste en Slovaquie. La majorité de ses fidèles sont issus de la minorité magyare de Slovaquie et le hongrois en est ainsi souvent de facto la langue liturgique. Selon le recensement de 2001, 109 735 personnes se déclarait de cette confession ce qui représente environ 2 % de la population de Slovaquie.